# Союз за обновление и демократию
Союз за обновление и демократию (фр. Union pour le Rénouveau et la démocratie) — политическая партия в республике Чад.

## История
Союз за обновление и демократию был создан в марте 1992 года и официально зарегистрирован в мае того же года. При президенте Идрисе Деби, глава партии Вадаль Абделькадер Камуге занимал пост министра труда, но был отправлен в отставку 17 мая 1994 года.
На президентских выборах состоявшихся в 1996 году Камуге в первом туре занял второе место получив 12,39 % голосов избирателей. Во втором туре он потерпел 30,91 % голосов избирателей и потерпел поражение от действующего президента Идрисса Деби набравшего 69,09 %. На президентских выборах которые состоялись 20 мая 2001 года Камуге получил 6 % голосов. На парламентских выборах 21 апреля 2002 года Союз за обновление и демократию получил три мандата в Национальную Ассамблею Чада. В 2008 году Союз за обновление и демократию вошел в оппозиционную коалицию Союз политических партий в защиту Конституции.